# Biology
Biology (рус. Биология) — десятый сингл британской поп-группы Girls Aloud, и второй сингл с третьего альбома группы Chemistry. Издан в 2005 году.

## Список композиций

### CD 1
1. Biology — 3:34

2. The Show [Tony Lemezma Club Mix] — 5:46

### CD 2
1. Biology — 3:34

2. Nobody But You — 4:10

3. Biology [Tony Lamezma Remix] — 5:15

4. Biology [Video]

5. Biology [Karaoke Video]

6. Biology [Game]

## Музыкальное видео
В этом видеоклипе у солисток нет отдельных сюжетных линий. Видео начинается с поднятия занавеса, открывающего зрителю Girls Aloud в черных джазовых платьях. Надин Койл поет вступление, лежа на большом чёрном рояле. После нескольких танцевальных движений, девушки «переодеваются» в пышные розово-сиреневые платья, а место действия сменяется на комнату с цветочными обоями и порхающими бабочками. Затем девушки сменяют эти платья на черно-красные костюмы (в которых они изображены на обложке сингла) и, продолжая танцевать в поочередно сменяющихся нарядах, перемещаются из комнаты в комнату. 

## Оценки
1 место в списке 20 лучших песен Girls Aloud по версии газеты The Guardian.

## Позиции вчартах
| Чарты (2005)   | Позиция занятое место |
| -------------- | --------------------- |
| Великобритания | 4                     |
| Ирландия       | 7                     |
| Австралия      | 26                    |

## Авторы
- Миранда Купер
- Брайан Хиггинс
- Лиза Коулинг
- Тим Пауэлл
- Элисон Кларксон

## Состав
- Шерил Коул
- Кимберли Уолш
- Сара Хардинг
- Никола Робертс
- Надин Койл